# Lee Han-sup
Lee Han-sup (30 de abril de 1966) é um arqueiro sul-coreano, campeão olímpico.

## Carreira
Lee Han-sup representou seu país nos Jogos Olímpicos em 1988, ganhando a medalha de ouro por equipes.